# Édouard Riou
Édouard Riou (Saint-Servan (ma Saint-Malo része), (Ille-et-Vilaine), 1833. december 2. – Párizs, 1900. január 27.) francia festő és könyvillusztrátor.

## Életpályája

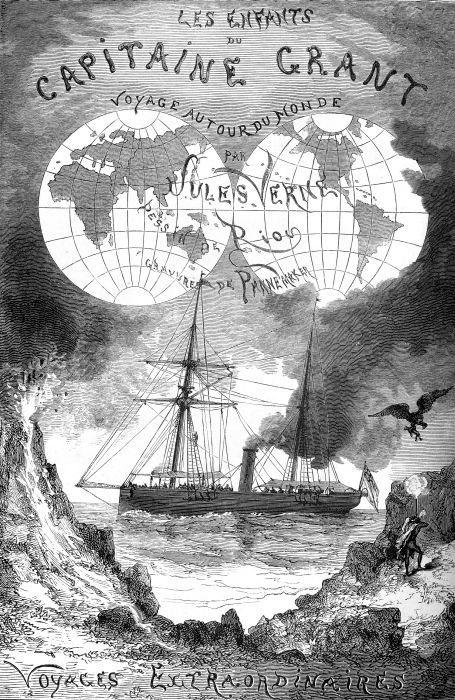
Riou egyik illusztrációja a Grant kapitány gyermekeihez

Gyerekkorában egy ideig Le Havre-ban élt, és később itt is tanult. A tengerhajók, a kikötői élet maradandó benyomást tettek rá. A helyi rajziskolába járt, majd 1854-ben a várostól ösztöndíjat kapott. 
Charles-François Daubignynál tanult festeni, és a párizsi Salonon állította ki először a tájképeit és keleti hangulatú  festményeit 1859-ben.  
1855–58 között szatirikus lapoknak dolgozott, 1857-tól 1886-ig a Párizsban kiadott Le Monde illustré hetilap munkatársa volt. A hetilap tette lehetővé, hogy Octave Feuillet egyik művét illusztrálja.
A hetilap megbízásából tudósított Savoyai Mária Klotild szárd királyi hercegnő és Napoléon Joseph Charles Paul Bonaparte Torinóban tartott esküvőjéről.
A Pierre-Jules Hetzel által kiadott Jules Verne regényeket illusztrálta. A rajzaiból készült metszetek szerepelnek Walter Scott Ivanhoe (1880), Alexandre Dumas Monte Cristo grófjában (1887), Guy de Maupassant, Erckmann-Chatrian regényeiben. 
Több tízezer rajzot készített élete során, és kiadói javaslatára a Becsületrenddel tüntették ki. 